# Distretto di Nakagawa (Teshio)
Il distretto di Nakagawa (中川郡 (天塩国)?) è uno dei distretti della sottoprefettura di Kamikawa, Hokkaidō, in Giappone.
Comprende i comuni di Bifuka, Nakagawa e Otoineppu.